# ستانلي وليامز
ستانلي وليامز (بالإنجليزية: Stanley Williams) (و. 1953 – 2005 م) هو كاتب للأطفال، ومجرم أمريكي، ولد في شريفبورت، توفي في سجن سان كوينتن، عن عمر يناهز 52 عاماً، بسبب حقنة قاتلة.

## روابط خارجية
- ستانلي وليامز على موقع إن إن دي بي (الإنجليزية)